# シャッターベルト
地政学の概念上のシャッターベルト（英語: Shatter belt 、破砕帯）とは、深く分断され、地政学的な領域における大国間の競争が引き起こされる傾向にある位置にあると戦略的に認識・分析された地域のことである。

## 定義
地政学におけるシャッターベルトの概念的基盤は、国家と帝国の世界地図を、（列強にとって戦略的に重要で、内部分裂の傾向が強く、そこから紛争が発生し、同時に戦略的に重要であることを特徴とする戦略的に位置づけられた地域に関して見られる）地政学的闘争、軍事的・政治的関係の観点から検討するという分析的アプローチに由来している。
これらの地域に対し脆弱性を想起させる語（「ガラスの～」）が用いられるのが、破壊的な影響力、無秩序と混沌、そして概して壊滅的な紛争の傾向を持つ長年の衝突の積み重ねによる結果であることは明らかである。 したがって、シャッターベルトという用語自体は、一般的には、内戦や国家間の局地的な紛争や、地域外で対立する列強の関与によって危機に瀕している地理的領域を指す。
地政学の断片であるシャッターベルトの概念は、大国間の競争の中で、内部的に深く分断され、占領されている地政学上の領域・勢力圏であると今もなお戦略的に定義付けられている。脆弱な地帯として注目された地域は、大規模な国家間戦争・紛争、特に大国同士の紛争と関連して非難されることが多い。これらのシャッターベルトとされた地域は、世界規模の勢力争いとの関わりや密接な関係において、世界政治や国際関係における主要な危機の頻発地帯、あるいは手に入れるのが困難な地域であると考えられている。地質学的には、"シャッターベルト"は断層が集中する地震帯を意味する。戦略地政学的には凝集破壊力の度合いは異なっているが、シャッターベルトはグローバルな不安定化要因である。
20世紀を通じて、「ヨーロッパの火薬庫」と呼ばれたバルカン半島はこの位置にあった。今日では、コーカサス地域がこれに相当するだろう。